# Xenorhina ocellata
Xenorhina ocellata es una especie de anfibios de la familia Microhylidae.

## Distribución geográfica
Se encuentra en Nueva Guinea Occidental (Indonesia). 

## Estado de conservación
Se encuentra amenazada de extinción por la pérdida de su hábitat natural.